# Oxalis exilis
Oxalis exilis là một loài thực vật có hoa trong họ Chua me đất. Loài này được A.Cunn. mô tả khoa học đầu tiên năm 1839.